# Računarska hemija
Računarska hemija je grana hemije koja doprinosi rešavanju hemijskih problema koristeći principe računarstva. Ona koristi rezultate teoretske hemije, inkorporisane u efikasne kompjuterske programe, da proračuna hemijske strukture, i osobine molekula. Mada njeni rezultati često služe kao dopuna eksperimentalnim podacima, postoje situacije u kojima ona predviđa nemerljive fenomene. Računarska hemija je u širokoj upotrebi u dizajnu novih lekova i materijala.
Primeri hemijskih osobina koji se mogu proračunati su struktura (očekivane pozicije konstitutivnih atoma), apsolutna i relativna (interakciona) energija, distribucija naboja elektrona, dipolni i viši multi-polni momenti, vibracione frekvencije, reaktivnost, i druge spektroskopske veličine.
Računarska hemija obuhvata metode koji pokrivaju statičke i dinamičke situacije. Nezavisno od oblasti računarsko vreme i drugi resursi (kao što su memorija i prostor na disku) rastu brzo sa povećanjem veličine studiranog sistema. Sistem može biti jedan molekul, grupa molekula, ili deo čvrsta faza. Metodi računske hemije idu od veoma preciznih do veoma grubih. Veoma precizni metodi su tipično podesni samo za male sisteme. Ab initio metodi su bazirani potpuno na teoriji prvih principa. Drugi (tipično manje precizni) metodi se nazivaju empirijski i polu-empirijski. Njihova imena ukazuju da oni koriste eksperimentalne podatke. Ti podaci su obično uzeti iz prihvatljivih modela atoma ili srodnih molekula, da bi se simulirali neki elementi osnovne teorije.
Oba pristupa, ab initio i polu-empirijski se do neke mere oslanjaju na aproksimacije. One se kreću od pojednostavljenih oblika jednačina prvih principa (da bi se lakše ili brže rešavale), do aproksimacija za ograničavanje veličine sistema (na primer uslovi periodičnih granica), do fundamentalnih aproksimacija potpornih jednačina koje su neophodne za njihovo rešavanje. Na primer, većina ab initio proračuna koristi Born-Openhajmerovu aproksimaciju, koja značajno pojednostavljuje Šredingerovu jednačinu zamrzavajući nukleuse u mestu u toku proračuna. U principu Ab initio metodi konačno konvergiraju ka tačnom rešenju jednačine kad god je broj aproksimacija minimalan. U praksi, nije moguće eliminisati sve aproksimacije, i rezidualna greška uvek ostaje. Cilj računske hemije je da smanji rezidualnu grešku, a istovremeno zadrži obim proračuna u nekih prihvatljivim granicama.
U nekim slučajevima, detalji elektronske strukture su manje vazni nego ponašanje molekula u dugoročnom faznom prostoru. To je slučaj u konformacijskim studijama proteina i termodinamike protein-ligand vezivanja. Klasične aproksimacije površine potencijalne energije se koriste jer su one manje računski intenzivne nego elektronske kalkulacije. To je neophodno da bi se omogućile dugotrajnije simulacije molekulske dinamike. Pored toga, heminformatika koristi još više empirijske (i računski dostupnije) metode kao što su modeli fizičko-hemijskih osobina bazirani na mašinskom učenju. Jedan tipičan heminformatički problem je predviđanje vezivnog afiniteta molekula leka ka njegovom biološkom cilju.

## Koncepti
Termin teoretska hemija se može definisati kao matematički opis hemije, dok se termin računska hemija obično koristi kad je matematički metod dovoljno razvijen da se može automatizovati za implementaciju na računaru. Obratite pažnju da se reči tačan i perfektan ne pojavljuju ovde, jer se veoma malo hemijskih aspekata može tačno proračunati. U kontrastu s tim, skoro svi hemijski aspekti se mogu opisati kvalitativnim ili približno kvantitativnim računskim pristupom.
Molekuli se sastoje of nukleusa i elektrona, tako da su metodi kvantne hemije primenljivi. Računarski hemičari se često bave rešavanjem non-relativističke pojednostavljene Šredingerove jednačine, sa dodatim relativističkim korelacijama, mada je određeni progres napravljen u rešavanju pune relativističke Dirakove jednačine. U principu moguće je rešiti Šredingerove jednačinu bilo u njenoj vremenski-zavisnom ili vremenski nezavisnom obliku, u zavisnosti od studiranog problema, međutim u praksi to nije moguće osim za veoma male sisteme. Otuda, veliki broj približnih metoda teži ka dostizanju najboljeg kompromisa između preciznosti i računskog troška. Značajne greške se mogu pojaviti u ab initio modelima koji se sastoje of mnogih elektrona, kao posledica računarskih troškova punih relativistički-uključivih metoda. To komplikuje studiranje molekula koji imaju interakcije sa atomima velike atomske mase, kao što su tranzicioni metali i njihove katalitičke osobine. Sadašnji algoritmi u računarskoj hemiji mogu rutinski i sa zadovoljavajućom preciznošću računati osobine molekula koji sadrže do oko 40 elektrona. Greške energija mogu biti manje od nekoliko kJ/mol. U geometrijskim proračunima, dužine veza se mogu predvideti unutar nekoliko piko metara, i uglovi veza unutar 0.5 stepeni. Tretman većih molekula koji sadrže nekoliko desetina elektrona je računski obradiv koristeći približne metode kao što je DFT (engl. density functional theory). Postoji određena doza nesaglasnosti po pitanju sposobnosti ovih približnih metoda da opišu kompleksne hemijskih reakcije, kao što su biohemijske reakcije. Veliki molekuli se mogu studirati polu-empirijskim metodima. Veoma veliki molekuli se tretiraju metodima molekularne mehanike. In –{QM/MM}- metodima, mali delovi velikih kompleksa se tretiraju kvantno mehanistički (QM), a ostatak se tretira približno (MM).
U teoretskoj hemiji, hemičari, fizičari i matematičari razvijaju algoritme i računarske programe da predvide atomske i molekulske osobine, i reakcione puteve hemijskih reakcija. Računarski hemičari, u kontrastu, jednostavno primenjuju postojeće računarske programe i metodologije na specifična hemijska pitanja. Postoje dva različita aspekta računarske hemije:
- Računarske studije se mogu sprovoditi da bi se našla početna tačka za laboratorijsku sintezu, ili da bi se razvilo bolje razumevanje eksperimentalnih podataka, kao što su pozicija i izvor spektroskopskih vrhova.
- Računarske studije se mogu koristiti da predvide mogućnost postojanja potpuno nepoznatih molekula, ili da istraže reakcioni mehanizmi koje nije lako studirati eksperimentalnim putem.

Odatle proizilazi da računarska hemija može asistirati eksperimentalnom hemičaru, ali ona može i podsticati eksperimentalnog hemičara da pronađe potpuno nove hemijske objekte.
Nekoliko glavnih oblasti se može razlikovati unutar računarske hemije:
- Predviđanje molekularnih struktura koristeći simulaciju sila, ili preciznije kvantno mehaničkim metodima, da bi se našle stacionarne tačke na energetskim površinama.
- Skladištenje i pretraga podataka o hemijskim entitetima (pogledaj heminformatika).
- Identifikacija korelacija između hemijskih struktura i njihovih osobina (pogledaj QSOR i QSAR).
- Računski pristupi za pomoć u efikasnoj sintezi jedinjenja.
- Računski pristupi za dizajn molekula koji imaju specifične interakcije sa drugim molekulima (na primer dizajn lekova i kataliza).

## Softverski paketi
Računski hemičari koristi veliki broj samo-dovoljnih softverskih paketa. Neki od njih podržavaju širok opseg metoda, dok se drugi koncentrišu na specifičnoj grupi ili čak jednom metodu. Detalji o većini tih paketa su dostupni sa:
- Softver za kvantnu hemiju i fiziku čvrstog stanja
- Molekularno mehanički programi
- Softver za molekularni dizajn

## Specijalizovani žurnali o računarskoj hemiji
- Reviews in Computational Chemistry[11]
- Journal of Computational Chemistry
- Journal of Chemical Information and Modeling
- Journal of Computer-aided Molecular Design[12]
- Journal of Chemical Information and Modeling
- Journal of Chemical Theory and Computation
- Computational and Theoretical Polymer Science[13]
- Computational and Theoretical Chemistry
- Journal of Theoretical and Computational Chemistry
- Journal of Cheminformatics
- Journal of Computer Chemistry Japan[14]
- Annual Reports in Computational Chemistry[15]
- Computers & Chemical Engineering[16]
- Journal of Chemical Software[17]
- Molecular Informatics
- Journal of Computer Aided Chemistry[18]
- Theoretical Chemistry Accounts

## Literatura
- Rogers, D. (2003). Computational Chemistry Using the PC, 3rd Edition. John Wiley & Sons.
- David Young's. Introduction to Computational Chemistry.
- Dronskowski, R. (2005). Computational Chemistry of Solid State Materials. Wiley-VCH.
- Clark, T. (1985). A Handbook of Computational Chemistry. New York: Wiley. ISBN 978-0-471-88211-4.
- Paul von Ragué Schleye, ур. (1998). Encyclopedia of Computational Chemistry. Wiley. ISBN 978-0-471-96588-6. Архивирано из оригинала 02. 05. 2015. г. Приступљено 10. 03. 2010.
- Cramer, Christopher J. (2002). Essentials of Computational Chemistry. John Wiley & Sons.
- A.K. Hartmann, Practical Guide to Computer Simulations, World Scientific (2009)
- F. Jensen Introduction to Computational Chemistry, John Wiley & Sons (1999).
- K.I. Ramachandran, G Deepa and Krishnan Namboori. P.K. (2008). Computational Chemistry and Molecular Modeling Principles and applications. ISBN 978-3-540-77302-3.. Springer-Verlag GmbH
- D. Sherrill. Notes on Quantum Mechanics and Computational Chemistry.
- J. Simons (2003). An introduction to Theoretical Chemistry. ISBN 978-0-521-53047-7.. Cambridge
- A. Szabo, N.S. Ostlund, Modern Quantum Chemistry, McGraw-Hill (1982).
- D. Young Computational Chemistry: A Practical Guide for Applying Techniques to Real World Problems, John Wiley & Sons (2001).
- Lewars, Errol G. (2011). Computational Chemistry. Heidelberg: Springer. Bibcode:2011coch.book.....L. ISBN 978-90-481-3860-9. doi:10.1007/978-90-481-3862-3.

## Spoljašnje veze
- [http://cccbdb.nist.gov/
- [http://www.acscomp.org/
- [http://books.nap.edu/openbook.php?record_id=2206&page=R1
- -{Technology Roadmap for Computational Chemistry